# Plouasne
Plouasne [pluan] est une commune du département des Côtes-d'Armor, dans la région Bretagne, en France.

## Géographie
| Saint-Maden               | Tréfumel                     | Le Quiou                     |
| Guenroc, Guitté           | Plouasne                     | Saint-Thual                  |
| Médréac (Ille-et-Vilaine) | Saint-Pern (Ille-et-Vilaine) | Longaulnay (Ille-et-Vilaine) |

### Hydrographie
Pour un article plus général, voir Réseau hydrographique des Côtes-d'Armor.
La commune est située dans le bassin Loire-Bretagne. Elle est drainée par la Rance, le Néal et un autre petit cours d'eau,.
La Rance, d'une longueur de 104 km, prend sa source dans la commune du Mené et se jette  dans la Manche entre Dinard et Saint-Malo, après avoir traversé 28 communes. 
Le Néal, d'une longueur de 21 km, prend sa source dans la commune de Miniac-sous-Bécherel et se jette  dans la Rance à Guitté, après avoir traversé sept communes. 
Deux plans d'eau complètent le réseau hydrographique : l'étang de la Boulaie (3,95 ha) et l'étang de Néal, d'une superficie totale de 81,2 ha (15,92 ha sur la commune),.

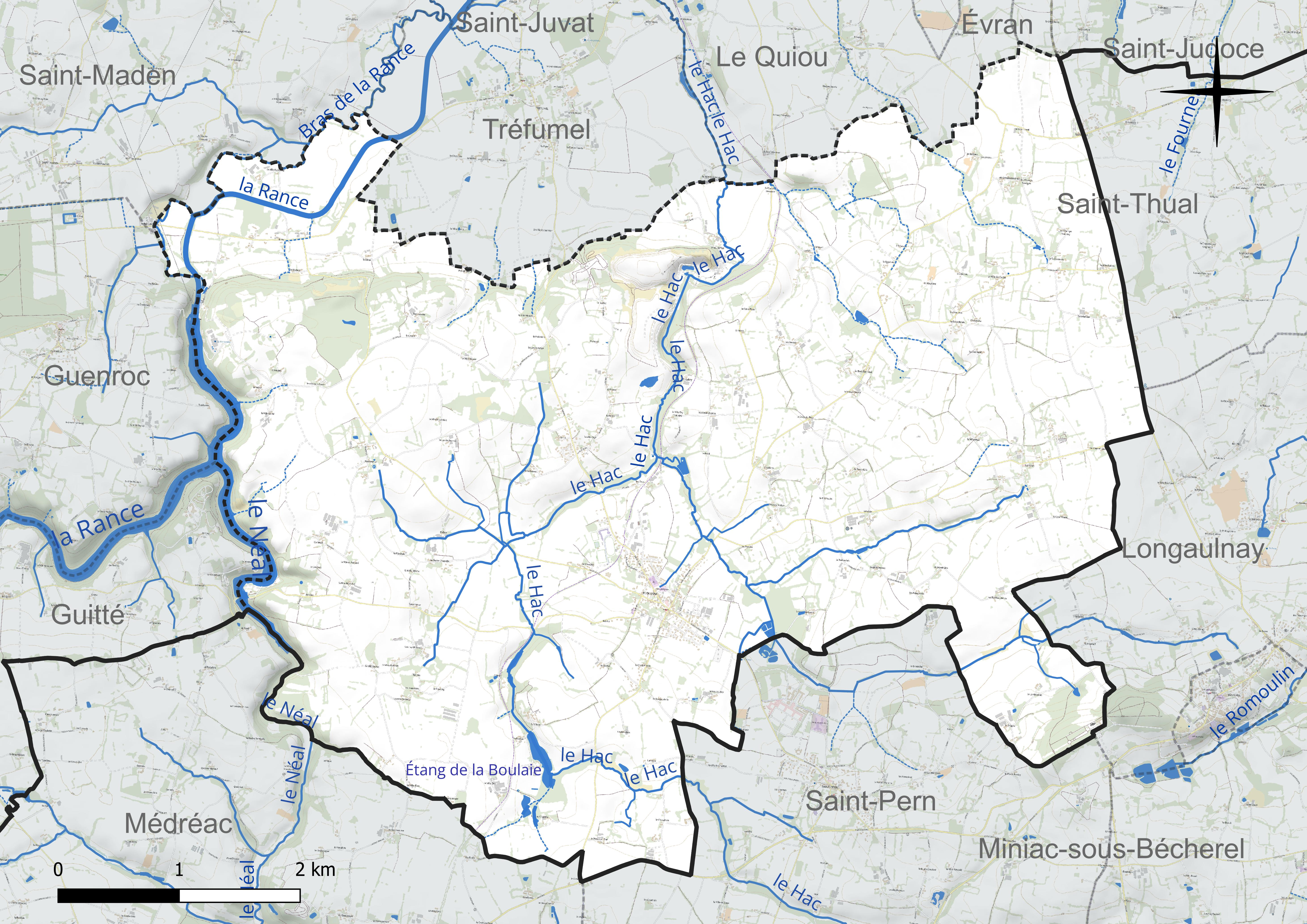
Réseau hydrographique de Plouasne.

### Climat
Pour des articles plus généraux, voir Climat de la Bretagne et Climat des Côtes-d'Armor.
En 2010, le climat de la commune est de type climat océanique franc, selon une étude du Centre national de la recherche scientifique s'appuyant sur une série de données couvrant la période 1971-2000. En 2020, Météo-France publie une typologie des climats de la France métropolitaine dans laquelle la commune est exposée à un climat océanique et est dans la région climatique Bretagne orientale et méridionale, Pays nantais, Vendée, caractérisée par une faible pluviométrie en été et une bonne insolation. Parallèlement l'observatoire de l'environnement en Bretagne publie en 2020 un zonage climatique de la région Bretagne, s'appuyant sur des données de Météo-France de 2009. La commune est, selon ce zonage, dans la zone « Intérieur Est », avec des hivers frais, des étés chauds et des pluies modérées).
Pour la période 1971-2000, la température annuelle moyenne est de 11,4 °C, avec une amplitude thermique annuelle de 12,4 °C. Le cumul annuel moyen de précipitations est de 743 mm, avec 12,2 jours de précipitations en janvier et 7,1 jours en juillet. Pour la période 1991-2020, la température moyenne annuelle observée sur la station météorologique la plus proche, située sur la commune du Quiou à 6 km à vol d'oiseau, est de 11,6 °C et le cumul annuel moyen de précipitations est de 757,4 mm,. Pour l'avenir, les paramètres climatiques de la commune estimés pour 2050 selon différents scénarios d'émission de gaz à effet de serre sont consultables sur un site dédié publié par Météo-France en novembre 2022.

## Urbanisme

### Typologie
Au 1er janvier 2024, Plouasne est catégorisée commune rurale à habitat dispersé, selon la nouvelle grille communale de densité à 7 niveaux définie par l'Insee en 2022.
Elle est située hors unité urbaine. Par ailleurs la commune fait partie de l'aire d'attraction de Rennes, dont elle est une commune de la couronne,. Cette aire, qui regroupe 183 communes, est catégorisée dans les aires de 700 000 habitants ou plus (hors Paris),.

### Occupation des sols
L'occupation des sols de la commune, telle qu'elle ressort de la base de données européenne d’occupation biophysique des sols Corine Land Cover (CLC), est marquée par l'importance des territoires agricoles (91,6 % en 2018), en diminution par rapport à 1990 (92,9 %). La répartition détaillée en 2018 est la suivante : 
terres arables (54,6 %), zones agricoles hétérogènes (32,3 %), prairies (4,7 %), forêts (4,4 %), mines, décharges et chantiers (1,8 %), zones urbanisées (1,7 %), eaux continentales (0,5 %). L'évolution de l’occupation des sols de la commune et de ses infrastructures peut être observée sur les différentes représentations cartographiques du territoire : la carte de Cassini (XVIIIe siècle), la carte d'état-major (1820-1866) et les cartes ou photos aériennes de l'IGN pour la période actuelle (1950 à aujourd'hui).

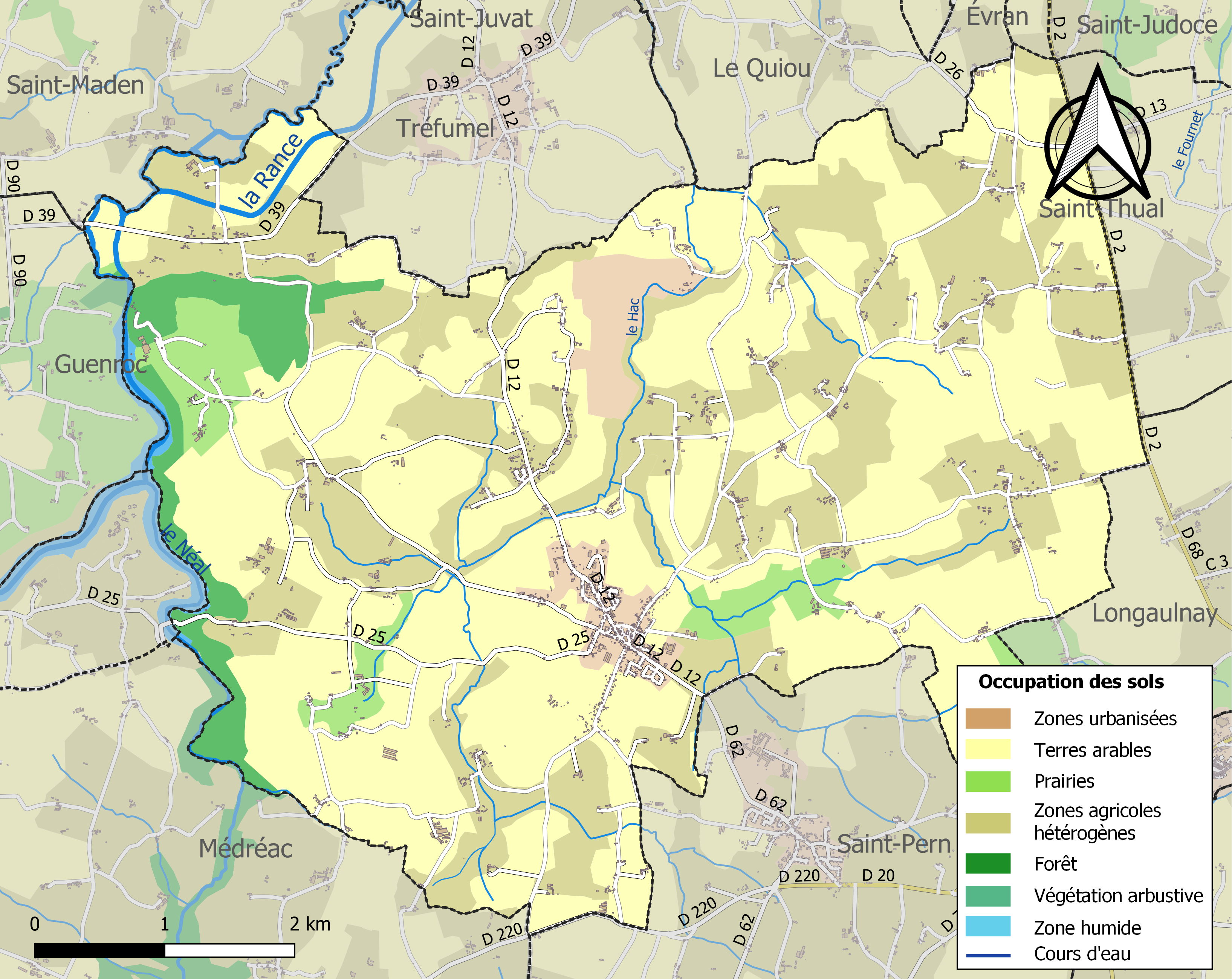
Carte des infrastructures et de l'occupation des sols de la commune en 2018 (CLC).

## Toponymie
Le nom de la localité est attesté sous les formes Ploasne vers 1050, Ploasna vers 1070, Ploasne et Ploasmus en 1080 et 1096, Ecclesia Sancti Brioci de Ploasno en 1120, 1143 et en 1163, Parochia de Ploasno en 1144 et en 1163, Ploasne vers 1170, Ploasn en 1187, Ploasne en 1210, Ploane en 1237, Ploasne en 1288 et en 1405.
Selon toute vraisemblance, la paroisse est liée à la déesse celte Anna, « mère des dieux ».

## Histoire

### L'Époque moderne
En 1638, Plouasne est touché  par l'épidémie de peste qui affecte également Tréfumel et Saint-Juvat, après avoir sévi à Taden en 1636. À l'occasion de ce fléau, le recteur doit lire comme d'habitude durant la grand-messe certains arrêts du Parlement de Bretagne contrariant les usages locaux et concernant notamment les inhumations. En dépit du respect habituel des recteurs, celui-ci doit pour sa sécurité se soustraire vivement à l'hostilité de son auditoire.

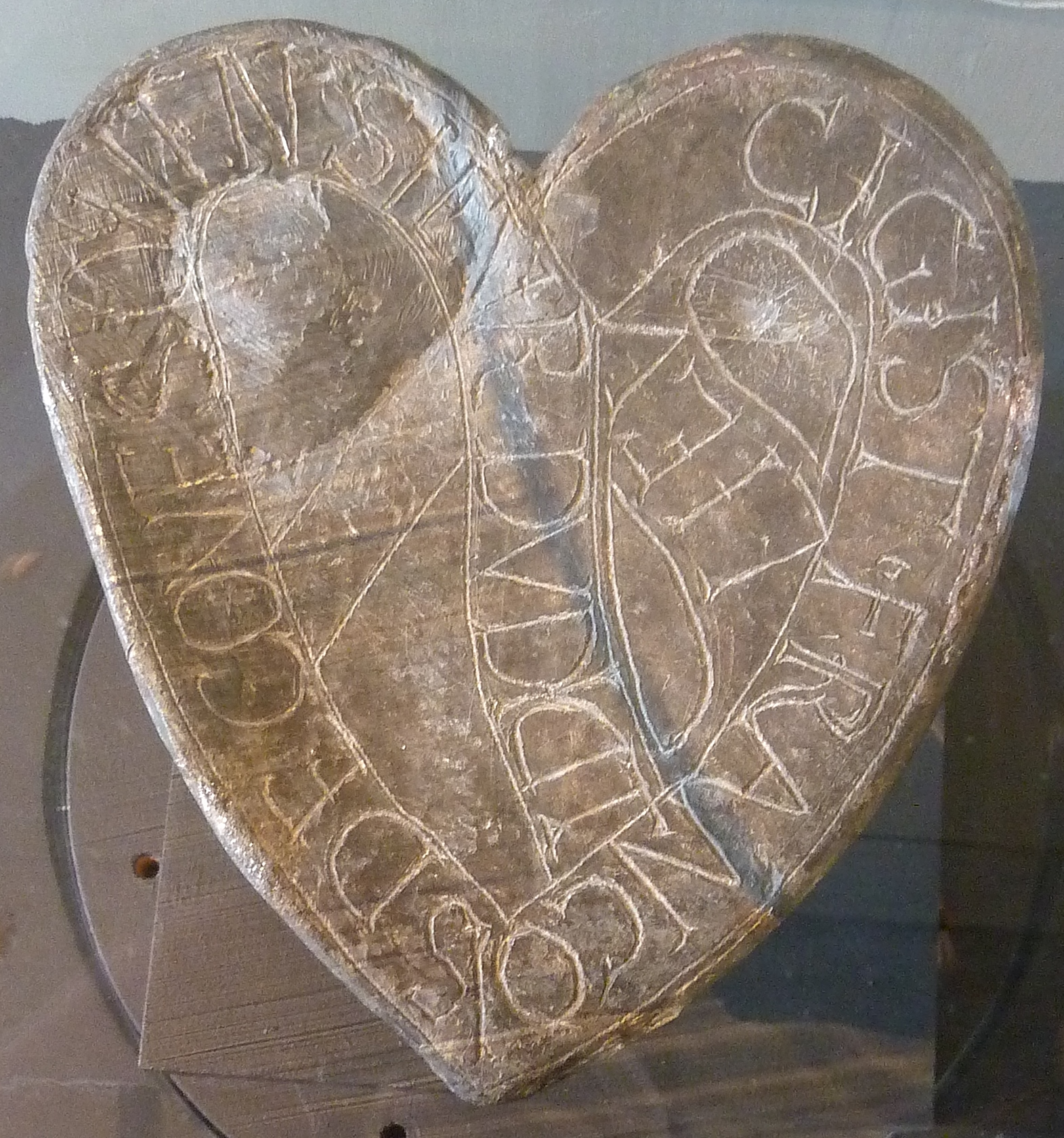
Plouasne : étui en plomb contenant le cœur de François de Coëtquen (1557)

### Le XXe siècle

#### Les guerres du XXe siècle
Le monument aux Morts porte les noms de 135 soldats morts pour la Patrie :
- 124 sont morts durant la Première Guerre mondiale.
- 11 sont morts durant la Seconde Guerre mondiale.

## Héraldique
| Blason | Blasonnement : Bandé d'argent et de gueules de huit pièces. |

## Politique et administration
| Période                                  | Période   | Identité                    | Étiquette | Qualité |
| ---------------------------------------- | --------- | --------------------------- | --------- | --- |
| Les données manquantes sont à compléter. |           |                             |           | |
| 1831                                     | 1878      | François Letellier          |           | |
| Les données manquantes sont à compléter. |           |                             |           | |
| ?                                        | mai 1904  | M. Letellier                |           | |
| mai 1904                                 | mai 1935  | Ernest Pellan               |           | Cultivateur, membre de la Chambre d'agriculture Commandeur du Mérite agricole |
| ?                                        | ?         | Jean Neveu                  | URR       | |
| 1944                                     | mars 1977 | Marcel Monteil              | UDSR      | Commerçant, maire honoraire |
| mars 1977                                | mars 1983 | Michèle Loiseleux           | PS        | Professeure d'EPS en lycée |
| mars 1983                                | mars 1989 | Jean Le Yaouanc (1928-2013) | DVD-RPR   | Industriel du bois |
| mars 1989                                | mars 2008 | Michèle Loiseleux           | PS        | Professeure d'EPS en lycée |
| mars 2008                                | En cours  | Michel Daugan               | UMP-LR    | Chef d'entreprise retraité Conseiller général d'Évran (2011 → 2015) Conseiller départemental de Lanvallay (2015 → ) 10e vice-président de Dinan communauté (2014 → 2016) Réélu pour le mandat 2020-2026 |

## Démographie
L'évolution du nombre d'habitants est connue à travers les recensements de la population effectués dans la commune depuis 1793. Pour les communes de moins de 10 000 habitants, une enquête de recensement portant sur toute la population est réalisée tous les cinq ans, les populations de référence des années intermédiaires étant quant à elles estimées par interpolation ou extrapolation. Pour la commune, le premier recensement exhaustif entrant dans le cadre du nouveau dispositif a été réalisé en 2004.

En 2022, la commune comptait 1 749 habitants, en évolution de +1,92 % par rapport à 2016 (Côtes-d'Armor : +1,78 %, France hors Mayotte : +2,11 %).
| 1793  | 1800  | 1806  | 1821  | 1831  | 1836  | 1841  | 1846  | 1851  |
| ----- | ----- | ----- | ----- | ----- | ----- | ----- | ----- | ----- |
| 2 975 | 2 389 | 2 740 | 2 840 | 3 033 | 3 009 | 3 016 | 3 015 | 2 695 |

| 1856  | 1861  | 1866  | 1872  | 1876  | 1881  | 1886  | 1891  | 1896  |
| ----- | ----- | ----- | ----- | ----- | ----- | ----- | ----- | ----- |
| 2 570 | 2 524 | 2 598 | 2 539 | 2 561 | 2 623 | 2 674 | 2 600 | 2 659 |

| 1901  | 1906  | 1911  | 1921  | 1926  | 1931  | 1936  | 1946  | 1954  |
| ----- | ----- | ----- | ----- | ----- | ----- | ----- | ----- | ----- |
| 2 650 | 2 545 | 2 664 | 2 198 | 2 156 | 2 147 | 2 100 | 1 938 | 1 889 |

| 1962  | 1968  | 1975  | 1982  | 1990  | 1999  | 2004  | 2006  | 2009  |
| ----- | ----- | ----- | ----- | ----- | ----- | ----- | ----- | ----- |
| 1 811 | 1 726 | 1 653 | 1 553 | 1 440 | 1 358 | 1 434 | 1 463 | 1 535 |

| 2014  | 2019  | 2022  | - | - | - | - | - | - |
| ----- | ----- | ----- | - | - | - | - | - | - |
| 1 677 | 1 711 | 1 749 | - | - | - | - | - | - |

## Lieux et monuments
- Château de Caradeuc, XVIIIe siècle, demeure de Louis-René Caradeuc de la Chalotais dont le parc est ouvert au public, est inscrit au titre des monuments historiques[24].
- Manoir du Plessis-au-Gast
- Chapelle de la Saisonnais, construite en 1834[25].
- Chapelle du Val, datant des XVIe siècle et XVIIe siècle, comportant à l'ouest une porte cintrée en pierre de jauge[25].
- Chapelle de Lantran, reconstruite au XIXe siècle, en granite de Bécherel et en schistes[25].
- Chapelle du Vau-Riffier, datant des XVIIe siècle et XVIIIe siècle, en granite de Bécherel et en calcaire du Quiou ; voir aussi le manoir du même nom, partiellement bâti en pierre de jauge[25].
- Église Saint-Jacques-et-Saint-Philippe.
- Ferme du Tertre, inscrite partiellement au titre des monuments historiques par arrêté du 27 octobre 1987[26].

## Personnalités liées à la commune
Le pédagogue Paul Le Bohec est né à Plouasne le 28 juillet 1921.